# Quiet Riot (1978)
| Recensione   | Giudizio   |
| ------------ | ---------- |
| AllMusic     | [ 3 ]      |
| Sputnikmusic | 2.8 (Good) |

Quiet Riot è il primo album in studio dei Quiet Riot pubblicato nel 2 marzo del 1978 dalle case discografiche CBS e Sony Music solo in Giappone.

## Tracce
Lato A
1. It's Not so Funny – 3:24 (Kevin DuBrow, Randy Rhoads)
2. Mama's Little Angels – 3:04 (Kevin DuBrow, Randy Rhoads, Drew Forsyth, Kelly Garni)
3. Tin Soldier – 3:33 (Steve Marriott, Ronnie Lane)
4. Ravers – 3:08 (Kevin DuBrow, Randy Rhoads)
5. Back to the Coast – 2:49 (Randy Rhoads)
6. Glad All Over – 3:09 (Dave Clark, Mike Smith)

Lato B
1. Get Your Kicks – 2:49 (Kevin DuBrow, Randy Rhoads)
2. Look in My Any Window – 3:41 (Randy Rhoads)
3. Just How You Want It – 2:45 (Kevin DuBrow)
4. Riot Reunion – 2:08 (Kevin DuBrow, Randy Rhoads)
5. Fit to Be Tied – 3:27 (Kevin DuBrow, Randy Rhoads, Ron Sobol)
6. Demolition Derby – 4:23 (Kevin DuBrow, Randy Rhoads)

## Singoli
- It's Not So Funny (b-side: Ravers)

## Formazione
Quiet Riot
- Kevin DuBrow - voce
- Randy Rhoads - chitarra
- Kelly Garni - basso
- Drew Forsyth - batteria

Note aggiuntive
- Derek Lawrence e Warren Entner - produttori
- Registrazioni (e mixaggio) effettuate al Wally Heider Studios di Hollywood, California
- Peter Granet - ingegnere delle registrazioni
- Barry Levine - fotografia copertina album
- Ron Sobol - fotografia retrocopertina album
- Mabaru Kawahara - art direction e design album